# تاج العجم
تاج العجم إحدى قرى مركز السنطة التابع لمحافظة الغربية بجمهورية مصر العربية، ويجاورها قرى ميت ميمون وميت المخلص والمنشأة الجديدة. القرية شهيرة بإنتاج الفحم النباتي الملوث للبيئة.

## التاريخ
قرية تاج العجم من القرى القديمة، حيث وردت باسم «منية تاج العجم» في أعمال جزيرة قوسينا ضمن قرى الروك الصلاحي التي أحصاها ابن مماتي في كتاب قوانين الدواوين، كما وردت باسم «منية تاج العجم» في أعمال الغربية ضمن قرى الروك الناصري التي أحصاها ابن الجيعان في كتاب «التحفة السنية بأسماء البلاد المصرية»، وفي وقف الملك الأشرف برسباي المحرر في 841 هـ وفي تاريخ 1228هـ/1813م الذي عدّ قرى مصر بعد المسح الذي قام به محمد علي باشا باسم «تاج العجم». كانت القرية من توابع مركز زفتى ثم فصلت عنه في 9 نوفمبر 1932 ونقلت لمركز السنطة لقربها من الأخير.

## السكان
بلغ عدد سكان تاج العجم 5323 نسمة حسب تقدير عام 2018.
| السنة  | 1882 | 1897 | 1907 | 1927 | 1947 | 1960 | 1976 | 1986 | 1996 | 2006  | 2018 |
| ------ | ---- | ---- | ---- | ---- | ---- | ---- | ---- | ---- | ---- | ----- | ---- |
| القرية | 783  | 991  | 1010 | 1185 | 1247 | 1662 | 2155 | 2817 | 3303 | 3,839 | 5323 |